# Aldegisel
Aldegisel, Aldegisl, Aldgillis, Aldgisl, Aldgils o Eadgils (fl. vers 678) fou el governant de Frísia (com rei o duc) a finals del segle setè contemporàniament amb Dagobert II. Fou una figura obscura. Tot el que se sap d'ell és en relació amb el sant famós que va albergar i protegia, Wilfrid de York, però en tot cas és el primer governant històricament verificable dels frisons. El títol exacte dels governants dels frisons depèn de la font; les fonts dels francs tendeixen a anomenar-los ducs; altres fonts sovint els anomenen reis.
Wilfrid, deposat des de la seva arxidiòcesi de York, va marxar a l'exili des de Northumbria i en el seu camí a Roma a buscar suport papal, va arribar a Frísia el 678. i fou rebut calorosament per Aldegisel, que el va allotjar durant uns quants mesos durant l'hivern, probablement a Utrecht. Segons Esteve de Ripon, el biògraf de Wilfrid, Aldegisel animava a Wilfrid a evangelitzar eficaçment, i els frisons van acceptar els ensenyaments de Wilfrid amb unes quantes excepcions, i tots els caps foren batejats per ell en nom del Senyor, així com molts milers de persones comunes." És possible que Aldegisel fos un dels primers a convertir-se. Tanmateix, s'ha dubtat si Wilfrid va tenir tant d'èxit a Frísia, ja que no hi ha cap altra evidència de l'èxit de cristianisme allà abans de la tasca de Willibrord bastants anys després.
Mentre que Wilfrid era a la cort d'Aldegisel, el majordom de palau franc Ebroí, va oferir un pot de monedes d'or a canvi de Wilfrid, viu o mort. Es diu que Aldegisel mateix va rebutjar i cremar la carta del majordom franc davant dels ambaixadors, a la seva casa. S'ha suposat per alguns que la bondat d'Aldegisel envers Wilfrid eren una forma de desafiament de la dominació dels francs. El seu successor i possiblement fill fou Radbod, que seguia les antigues costums paganes i fou un enemic de Carles Martell.